# Charles de Montpellier de Vedrin
Charles Constant Joseph Ghislain, baron de Montpellier de Vedrin, né à Vedrin (Belgique) le 29 août 1830, et y décédé le 4 novembre 1914, était un homme politique belge.

## Biographie
Né au château de Vedrin, Charles étudie au collège Notre-Dame de la Paix, à Namur, avant de terminer ses études au collège de Stonyhurst, en Angleterre.
En 1871, il est nommé comme commissaire d'arrondissement de Soignies. Mais il ne restera qu'un an à cette fonction puisqu'il est nommé l'année suivante commissaire d'arrondissement de Namur, poste qu'il exercera pendant 7 ans. Le 6 avril 1880, Charles de Montpellier est élu à la Chambre des représentants.
Il est nommé gouverneur de la province de Namur le 9 juin 1884. Il occupe cette fonction pendant plus de trente ans, jusqu'à sa mort le 4 novembre 1914. C'est le plus long gouvernorat de l'histoire de la province de Namur.
Il reçut plusieurs distinctions honorifiques. Ainsi il fut Grand officier de l'Ordre de Léopold et reçut la Croix civique de 1re classe, le grand cordon de l'ordre de Saint-Grégoire-le-Grand, Commandeur avec plaque de l'ordre de Pie IX.
Marié à  Adeline van den Berghe (1836-1872), il en eut deux enfants: Alphonse (1867-1930) et Adrien (1871-1946).

## Distinctions
- Commandeur de l'ordre de Pie IX

## Sources
- Article dans la DH

- Ressource relative à plusieurs domaines :   - ODIS